# وانغ وي
وانغ وي (بالصينية: 王伟) (22 يونيو 1989 في الصين - ) هو لاعب كرة قدم صيني في مركز الوسط.

## وصلات خارجية
- وانغ وي على موقع قاعدة بيانات كرة القدم.إي يو (الإنجليزية)
- وانغ وي على موقع Soccerway.com (الإنجليزية)